# Esther Hiepler
Esther Hiepler (* 13. Juni 1966 in Stuttgart) ist eine deutsche Medien- und Installationskünstlerin.

## Werk
Esther Hiepler ist die Schwester des Fotografen David Hiepler (* 1. August 1969). Sie lebt seit 1974 in Basel. 1994 studierte sie bei Fritz Schwegler an der Kunstakademie Düsseldorf. Von 1993 bis 2015 bildete sie sich an der Schule für Gestaltung in Basel in Drucktechniken weiter. Seit 2003 unterrichtet sie selber an der Schule für Gestaltung. Ihre Werke sind in verschiedenen Sammlungen vertreten.